# بخش میلتون (شهرستان اشلند، اوهایو)
بخش میلتون (به انگلیسی: Milton Township) یک منطقهٔ مسکونی در ایالات متحده آمریکا است که در شهرستان اشلند، اوهایو واقع شده‌است.
 بخش میلتون ۵۸٫۹ کیلومتر مربع مساحت و ۲٬۳۸۳ نفر جمعیت دارد و ۳۸۴ متر بالاتر از سطح دریا واقع شده‌است.